# Offensywa (zespół muzyczny)
Offensywa – polski zespół muzyczny wykonujący punk rock. Powstał w 2006 roku pod nazwą No Future. W 2012 roku formacja przyjęła nazwę Offensywa.
Zespół czterokrotnie wystąpił na Przystanku Woodstock: w 2013 na Dużej Scenie oraz w 2012, 2014 i 2019 roku na Scenie Pokojowej Wioski Kryszny. Oprócz tego zespół w 2008 roku był finalistą Festiwalu Młodych Talentów Gramy.

## Dyskografia
| Jest jak jest               | - Data: 13 sierpnia 2012 - Wydawca: Lou & Rocked Boys          | —  |
| Zwycięstwa smak             | - Data: 11 lutego 2015 - Wydawca: Lou & Rocked Boys            | 40 |
| Life Won't Wait             | - Data: 14 września 2023 - Wydawca: Twin Records/Alley Stories | —  |
| "—" album nie był notowany. |                                                                |    |

## Teledyski
| Tytuł               | Rok  | Reżyseria                          | Album           | Źródło |
| ------------------- | ---- | ---------------------------------- | --------------- | ------ |
| "Zakazana piosenka" | 2012 | Sławomir Stępień, Michał Baczyński | Jest jak jest   | [ 7 ]  |
| "Jest jak jest"     | 2013 | Evolution, Jet Max                 | Jest jak jest   | [ 8 ]  |
| "Antidotum"         | 2015 | Horyzont Studio                    | Zwycięstwa smak | [ 9 ]  |